# Liv Thomsen
Liv Thomsen (født 1966) er en dansk tv-tilrettelægger, tv-vært og producent. Hun ejer Historieselskabet, der producerer historiske tv-programmer, webfilm og podcasts. Hun har modtaget en række priser for sit arbejde.

## Karriere
Thomsen blev uddannet mag.art. i Moderne kultur og kulturformidling (med grunduddannelse i litteraturvidenskab) fra Københavns Universitet i 1995. Hun blev ansat i Danmark Radio i 1996, og arbejdede der frem til 2012, hvor hun sagde op og stiftede sit eget produktionsselskab .
Hun instruerede i Digtere, divaer og dogmebrødre i 2001, for hvilket hun modtog Ingeborg-prisen samme år med begrundelsen at det var "En kulturkrønike med stor indsigt, med en åbenlys og smittende fortælleglæde. Oplysende tv, når det er bedst, usnobbet, overraskende og elementært nysgerrigt."
Liv Thomsen har sideløbende med sit tv-arbejde også produceret en række webfilm til f.eks. stumfilm.dk og udstillingsfilm til Horsens Museum og Vesthimmerlands Museum. Samtidig udgiver hun løbende podcastmagasinet 'Liv i historien'.[kilde mangler]
Hun modtog DR's Sprogpris i 2021 med begrundelsen "Liv Thomsen er som tv-tilrettelægger i mere end en forstand en ægte historiefortæller. Fortidens stemmer har i hende en nutidig formidler, der med stor indlevelse og et varieret og billedskabende sprog taler direkte til os seere, så dansk kulturhistorie kommer til live og opleves relevant for mange."
Hun var vært og tilrettelægger på 10 programmer og 21 podcasts i serien Dansk Teater 300 år, som hun vandt Artbeat Prisens hovedpris for.

## Hæder
- 2001 Ingeborg-prisen
- 2001 Tv-Festivalens pris for bedste dokumentarserie[1]
- 2021 DR's Sprogpris
- 2023 Artbeat Prisens hovedpris

## Filmografi
- DR2s kulturmagasiner Spor 2 og Kulturfredag, (1996 - 1999)
- Digtere, divaer og dogmebrødre (2001)
- Alle tiders underholdning (2002)
- Danske digtere (2002)
- Underholdningens historie (2002)
- Reklamer til tiden (2003)
- Store Tanker og trange tider (2004)
- 1800 tallet på vrangen (2007)
- Liv i renæssancen (2009)
- Danmark mod Danmark (2010)
- På sporet af dronningerne (2012)
- Niels Bohr (2013) - instruktør
- Chefen - det dumme svin? (2014)
- Danmark - en nation af Facebookjunkier? (2014)
- Duft og dunst - vores forunderlige lugtesans (2014)
- Følesansens ABC (2015)
- Ludere, lommetyve og lirekassemænd (2015)
- Gods, guld & gullasch - dansk overklasseliv i 300 år (2016)
- Sømand af verden (2017)
- Tarmlørdag - helt ind i maven (2017)
- Guldgraverne (2018)
- Dengang vi var bønder (2018)
- For hundrede år siden (2018)
- Muldens Mysterier (2019) - vært
- Danmarkshistorien på vrangen (2020)
- Sex, sensationer og superstjerner: Historien om dansk stumfilm (2020)
- På sporet af dronningerne (2020) - sæson 2
- Et sted. To verdener: Historien om det ulige Danmark (2023)
- De døde for sagen (2024)
- Giganten Grundtvig (2024)